# Milovan Milovanović

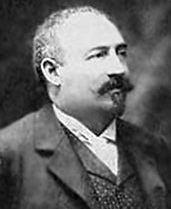
Milovan Milovanović

Milovan Đ. Milovanović (serbisch-kyrillisch Милован Ђ. Миловановић; * 17. Februar 1863 in Belgrad, Fürstentum Serbien; † 18. Juni 1912 in Belgrad, Königreich Serbien) war ein serbischer Politiker, der unter anderem von 1911 bis zu seinem Tod 1912 Ministerpräsident des Königreichs Serbien war.

## Leben
Milovan Milovanović, Sohn von Đorđe Milovanović, begann nach dem Schulbesuch in Belgrad 1881 mit einem Stipendium des Bildungsministers Stojan Novaković ein Studium der Rechtswissenschaften an der Universität von Paris, das er 1884 abschloss. 1888 erwarb er einen Doktor der Rechte an der Universität von Paris mit einer Dissertation mit dem Titel  Les Traités de garantie au XIXe siècle. Nach seiner Rückkehr übernahm er 1888 eine Professur für Völkerrecht an der Universität Belgrad, wechselte aber 1890 als Generalsekretär in das Außenministerium. Dort war er maßgeblich an den Verhandlungen für ein Handelsabkommen mit Österreich-Ungarn verantwortlich. 1891 übernahm er wieder seine Lehrtätigkeit an der Universität Belgrad.
Mitte der 1890er Jahre begann er sein politisches Engagement in der Serbischen Progressiven Partei, wechselte aber später zur Radikalen Volkspartei  und wurde für diese 1893 zum Mitglied der Nationalversammlung gewählt. Am 27. Dezember 1896 wurde er von Ministerpräsident Đorđe Simić zum Justizminister in dessen zweites Kabinett berufen, dem er bis zum 19. Oktober 1897 angehörte. Nachdem er zwischen 1900 und 1901 Gesandter im Königreich Rumänien wurde, war er vom 3. April 1901 bis zum 20. Oktober 1902 Minister für nationale Wirtschaft im Kabinett von Ministerpräsident Mihailo Vujić. Im Anschluss fungierte er zwischen dem 20. Oktober 1902 und dem 20. November 1902 als Finanzminister im ersten Kabinett von Ministerpräsident Petar Velimirović.
Milovanović war zwischen 1903 und 1907 Gesandter im Königreich Italien und übernahm am 20. Juli 1908 im zweiten Kabinett von Ministerpräsident Petar Velimirović das Amt des Außenministers. Dieses Amt bekleidete er auch im darauf folgenden zweiten Kabinett von Stojan Novaković (22. Februar 1909 bis 24. Oktober 1909) sowie im vierten Kabinett von Nikola Pašić (24. Oktober 1909 bis 4. Juli 1911).
Am 4. Juli 1911 übernahm Milovanović als Nachfolger von Nikola Pašić schließlich selbst das Amt des Ministerpräsidenten und hatte dieses bis zu seinem Tode am 18. Juni 1912 inne. Zugleich behielt er vom 4. Juli 1911 bis zum 18. Juni 1912 auch das Amt des Außenministers.

## Veröffentlichungen
- Les Traités de garantie au XIXe siècle, Paris 1888
- Naša ustavna reforma, Belgrad 1888
- Srbi i Hrvati, Belgrad 1895
- Srbi i Bugari, Belgrad 1898
- Jedan ili dva doma, Belgrad 1901